# Two and a Half Men (seizoen 8)
Het achtste seizoen van de Amerikaanse sitcom Two and a Half Men werd oorspronkelijk uitgezonden op de commerciële televisiezender CBS vanaf 20 september 2010 tot en met 14 februari 2011. De hoofdrollen worden vertolkt door Charlie Sheen, Jon Cryer en Angus T. Jones en de nevenrollen door Conchata Ferrell, Marin Hinkle, Holland Taylor, Ryan Stiles, Courtney Thorne-Smith en Graham Patrick Martin. Het seizoen telt 16 afleveringen en niet de gewoonlijke 24 afleveringen. Ook het zevende seizoen van de populaire sitcom bereikte dat aantal niet en strandde op 22 afleveringen. Dit is het laatste seizoen waarin Charlie Sheen de rol speelt van Charlie Harper. Sheen werd op 7 maart 2011 ontslagen door Warner Bros., het productiehuis achter de sitcom, wegens alcoholmisbruik en een felle ruzie met Chuck Lorre, de bedenker van Two and a Half Men. Door Sheens ontslag werd het seizoen vroegtijdig stopgezet.

## Samenvatting
Charlie Harper (Charlie Sheen) is depressief en drinkt excessief, maar op enige steun van zijn reeds acht jaar bij hem inwonende broer Alan Harper (Jon Cryer) hoeft de componist niet gauw te rekenen. Alan waait zijn huis uit als zijn vriendin Lyndsey (Courtney Thorne-Smith) de man voorstelt om bij haar te komen wonen. Charlie hinkt op twee gedachten: hij wil zijn broer weg zodat die een eigen stulpje vindt en hij zijn rijk terug voor zichzelf heeft, maar anderzijds heeft hij iemand nodig om over zijn problemen te praten en hem een doel geeft. Alan krijgt ruzie met zijn zoon Jake (Angus T. Jones), die volledig breekt met zijn vader. Jake heeft zo zijn redenen: de vrouw met wie zijn vader slaapt is namelijk de moeder van zijn beste vriend. Alan besluit de brokken tussen hem en Jake te lijmen en verziekt dan maar zijn relatie met Lyndsey door bij de housewarming haar huis af te branden. Alan, Jake, Lyndsey en Lyndsey's zoon Eldridge (Graham Patrick Martin) staan alle vier op de stoep bij Charlie. Vier voor de prijs van één voor Charlie, die betere tijden kende...

## Overzicht
| Nr. serie | Nr. reeks | Titel van aflevering                   | Scenarist(en)                                          | Uitzenddatum      |  |
| --- | --------- | -------------------------------------- | ------------------------------------------------------ | ----------------- |  |
| 1 | 162       | Three Girls and a Guy Named Bud        | Don Foster, Jim Patterson en Eddie Gorodetsky          | 20 september 2010 |  |
| Als Jake (Angus T. Jones) erachter komt dat zijn vader (Jon Cryer) met Lindsey, de moeder (Courtney Thorne-Smith) van zijn beste vriend Eldridge (Graham Patrick Martin), uitgaat, pakt hij zijn spullen en trekt naar Judith (Marin Hinkle) en Herb (Ryan Stiles). Charlie (Charlie Sheen) is zichzelf niet meer en neemt een drastisch besluit. Titelquote: Charlie, over orgieën tegen Alan wanneer de broers er getuige van zijn hoe meisjes de kamer van Jake uit sluipen.          |           |                                        |                                                        |                   |  |
| 2 | 163       | A Bottle of Wine and a Jackhammer      | Don Foster, Jim Patterson en Eddie Gorodetsky          | 27 september 2010 |  |
| Charlie is bereid alles te doen teneinde Alan het aanbod van Lyndsey accepteert om bij haar in te trekken. Titelquote: Charlie, die herhaalt wat Alan hem toevertrouwde wat nodig is om Lyndsey seksueel gestimuleerd te krijgen. |           |                                        |                                                        |                   |  |
| 3 | 164       | A Pudding-Filled Cactus                | Don Foster, Eddie Gorodetsky en Susan Beavers          | 4 oktober 2010    |  |
| Hoewel hij bij Lyndsey is ingetrokken, blijft Alan afspraakjes houden met Melissa (Kelly Stables) bij Charlie thuis. Titelquote: Alan, liegend tegen Lyndsey over hoe Charlie van buiten stekelig is, maar van binnen een lieverd. Noot: Laatste aflevering met Kelly Stables als Melissa |           |                                        |                                                        |                   |  |
| 4 | 165       | Hookers, Hookers, Hookers              | Chuck Lorre, Lee Aronsohn en Jim Patterson             | 11 oktober 2010   |  |
| Lindsey en Eldridge trekken bij Charlie in nadat hun huis is afgebrand door toedoen van Alan. Titelquote: Charlie, die in zijn telefoonboek een stille hoer zoekt. |           |                                        |                                                        |                   |  |
| 5 | 166       | The Immortal Mr. Billy Joel            | Eddie Gorodetsky, Susan Beavers en Jim Patterson       | 18 oktober 2010   |  |
| Alan doet alsof hij Charlie is als hij op café gaat, wat voor de man wedervaart met de effecten van een wonderlamp. Charlie is er niet: hij ondergaat cosmetische chirurgie. Titelquote: Alan, die de artiest noemt van het nummer dat hij gaat spelen op de piano, namelijk Billy Joel. |           |                                        |                                                        |                   |  |
| 6 | 167       | Twanging Your Magic Clanger            | Chuck Lorre, Eddie Gorodetsky en Jim Patterson         | 25 oktober 2010   |  |
| Charlie heeft moeite met het daten met een iets oudere vrouw (Liz Vassey). Titelquote: Charlie, over Alan die masturbeert op de bank (buiten beeld). |           |                                        |                                                        |                   |  |
| 7 | 168       | The Crazy Bitch Gazette                | Don Foster, Eddie Gorodetsky en Jim Patterson          | 1 november 2010   |  |
| Charlie's vriendin krijgt genoeg van zijn stalkster Rose (Melanie Lynskey). Rose beraamt een schijnbaar ultiem plan om Charlie voor zich te winnen. Titelquote: Charlie, een fictieve krant suggererend waar Rose' huwelijksaankondiging in zou verschijnen. |           |                                        |                                                        |                   |  |
| 8 | 169       | Springtime on a Stick                  | Eddie Gorodetsky en Jim Patterson                      | 8 november 2010   |  |
| Charlie en Alan proberen hun moeder Evelyn (Holland Taylor) te koppelen aan Russell, de apotheker van Charlie (Martin Mull). Titelquote: Russell, die een met drugs doordrenkte ijslolly beschrijft. |           |                                        |                                                        |                   |  |
| 9 | 170       | A Good Time in Central Africa          | Eddie Gorodetsky en Jim Patterson                      | 15 november 2010  |  |
| Wanneer huishoudster Berta (Conchata Ferrell) een paar dagen verlof opneemt, 'valt' Charlie voor haar Colombiaanse vervangster Esmerelda. Berta hoeft niet meer terug te komen als het aan Charlie gelegen is. Alan denkt dat hij wordt gestalkt door Lindsey's ex-man Chris Mackelroy (Judd Nelson). Titelquote: Charlie, die uitlegt waarom het handig is om te weten hoe je 'ik hou van jou' in verschillende talen moet zeggen.                                                      |           |                                        |                                                        |                   |  |
| 10 | 171       | Ow, Ow, Don't Stop                     | Susan Beavers, Don Reo en David Richardson             | 22 november 2010  |  |
| Charlie's ex-vriendin Courtney (Jenny McCarthy), een oplichtster, wordt na bijna drie jaar uit de gevangenis vrijgelaten. Charlie ontvangt haar met open armen en trakteert Courtney desondanks op het goede leven, tot verontwaardiging van Alan. Titelquote: Charlie, bedekt met snijwonden nadat hij thuis door zijn glazen terrasdeur liep; in het ziekenhuis wordt hij gekust door Courtney en zegt: "Auw, auw, niet stoppen".                                                      |           |                                        |                                                        |                   |  |
| 11 | 172       | Dead from the Waist Down               | Chuck Lorre en Lee Aronsohn                            | 6 december 2010   |  |
| Alan verricht ware herculeswerken om Lindsey een deftig verjaardagscadeau te geven. Alan bezit namelijk geen stuiver en moet hard knokken voor Lyndsey, wat hem slechts hoongelach oplevert van Charlie. Charlie is in de zevende hemel met Courtney. Titelquote: Alan, denkend dat Lyndsey seks met hem wil hebben en zijn inspanningen om geld te verdienen hem uitputten. |           |                                        |                                                        |                   |  |
| 12 | 173       | Chocolate Diddlers or My Puppy's Dead  | Eddie Gorodetsky en Jim Patterson                      | 13 december 2010  |  |
| Charlie is depressief na zijn breuk met Courtney, wat zich uitstraalt op zijn muziek. Charlie ziet maar één uitweg: hij zoekt zijn psychologe op (Jane Lynch). Titelquote: Niet gesproken door een personage; Charlie en Alan omschrijven de donkere sfeer van Charlie's gloednieuwe 'Chocolate Diddlers'-jingle. De quote is een samenraapsel van wat Charlie en Alan over de jingle denken. Charlie vindt het al oké, maar Alan zegt "het doet eerder denken aan 'Mijn hond is dood'." |           |                                        |                                                        |                   |  |
| 13 | 174       | Skunk, Dog Crap and Ketchup            | Chuck Lorre, Lee Aronsohn, Don Reo en David Richardson | 3 januari 2011    |  |
| Alan wordt op het onleefbare af paranoïde als hij in de smiezen heeft dat Charlie en Lindsey vaker in elkaars buurt te vinden zijn en elkaar veel te vertellen hebben. Titelquote: Alan, die Lyndsey een antwoord geeft op haar vraag "What is that smell?" ("Wat is dat voor geur?"): "Stinkdier, hondenpoep en ketchup". |           |                                        |                                                        |                   |  |
| 14 | 175       | Lookin' for Japanese Subs              | Eddie Gorodetsky, Susan Beavers en Jim Patterson       | 17 januari 2011   |  |
| Charlie maakt het onmogelijke mogelijk: hij stalkt Rose, en niet andersom, nu hij te weten is gekomen hoe gelukkig ze is met Manny Quinn, een belangrijke figuur in de mode-industrie. Jake en Eldridge spelen de televisieserie Jackass vol overtuiging na, tot absolute wanhoop van Alan. Charlie is fan van het duo. Titelquote: Alan, als hij ziet dat Charlie op zijn terras Rose bespioneert met zijn verrekijker ("Japanse onderzeeërs aan het spotten, [kapitein]?").            |           |                                        |                                                        |                   |  |
| 15 | 176       | Three Hookers and a Philly Cheesesteak | Eddie Gorodetsky en Jim Patterson                      | 7 februari 2011   |  |
| Terwijl Charlie en Rose hun affaire voortzetten, gebruikt Alan zijn verlieslatende chiropraxie-praktijk voor het uiteenzetten van een Ponzifraude. Titelquote: Charlie, die Alan vertelt wat hij zoal kan krijgen voor 5.000 dollar. Noot: Laatste aflevering met J.D. Walsh als Gordon, voorheen Ted |           |                                        |                                                        |                   |  |
| 16 | 177       | That Darn Priest                       | Susan Beavers, David Richardson en Don Reo             | 14 februari 2011  |  |
| Rose en Alan ontdekken elkaars geheimen. Charlie is wanhopig op zoek naar tijd alleen met Rose. Titelquote: Alans duistere kant, met wie Alan in de spiegel ruzie heeft. Noot: Laatste aflevering met Charlie Sheen als Charlie Harper |           |                                        |                                                        |                   |  |

## Rolverdeling

### Hoofdcast
- Charlie Sheen (Charlie Harper)
- Jon Cryer (Alan Harper)
- Angus T. Jones (Jake Harper)
- Conchata Ferrell (Berta)
- Marin Hinkle (Judith Melnick)
- Holland Taylor (Evelyn Harper)

### Gastacteurs
- Courtney Thorne-Smith (Lindsey Mackelroy)
- Graham Patrick Martin (Eldridge Mackelroy)
- Jenny McCarthy (Courtney Leopold alias Sylvia Fishman)
- Kelly Stables (Melissa)
- Liz Vassey (Michelle)
- Melanie Lynskey (Rose)
- Ryan Stiles (Herb Melnick)